# Бриджпорт (Алабама)
Бриджпорт (англ. Bridgeport) — місто (англ. city) в США, в окрузі Джексон штату Алабама. Населення — 2264 особи (2020).

## Географія
Бриджпорт розташований за координатами 34°57′3″ пн. ш. 85°43′25″ зх. д. / 34.95083° пн. ш. 85.72361° зх. д. (34.950711, -85.723564).  За даними Бюро перепису населення США в 2010 році місто мало площу 11,76 км², з яких 11,43 км² — суходіл та 0,33 км² — водойми.

### Клімат
| Клімат : Бриджпорт    | Клімат : Бриджпорт | Клімат : Бриджпорт | Клімат : Бриджпорт | Клімат : Бриджпорт | Клімат : Бриджпорт | Клімат : Бриджпорт | Клімат : Бриджпорт | Клімат : Бриджпорт | Клімат : Бриджпорт | Клімат : Бриджпорт | Клімат : Бриджпорт | Клімат : Бриджпорт | Клімат : Бриджпорт |
| Показник              | Січ.               | Лют.               | Бер.               | Квіт.              | Трав.              | Черв.              | Лип.               | Серп.              | Вер.               | Жовт.              | Лист.              | Груд.              | Рік                |
| Середній максимум, °C | 9,4                | 12,2               | 17,2               | 22,8               | 26,7               | 30,0               | 31,7               | 31,7               | 28,3               | 22,8               | 16,7               | 11,1               | 21,7               |
| Середній мінімум, °C  | −2,2               | −0,6               | 2,8                | 7,8                | 12,2               | 16,7               | 18,9               | 18,3               | 15,0               | 7,8                | 2,8                | −1,1               | 8,3                |
| Норма опадів, мм      | 135                | 132                | 155                | 122                | 112                | 104                | 132                | 94                 | 89                 | 79                 | 104                | 142                | 1397               |
| --------------------- | ------------------ | ------------------ | ------------------ | ------------------ | ------------------ | ------------------ | ------------------ | ------------------ | ------------------ | ------------------ | ------------------ | ------------------ | ------------------ |
| Джерело: Weatherbase  |                    |                    |                    |                    |                    |                    |                    |                    |                    |                    |                    |                    |                    |

## Демографія
Згідно з переписом 2010 року, у місті мешкало 2418 осіб у 1012 домогосподарствах у складі 686 родин. Густота населення становила 206 осіб/км².  Було 1159 помешкань (99/км²).
Расовий склад населення:
| - 84,0 % — білих - 8,6 % — чорних або афроамериканців - 1,9 % — корінних американців - 0,2 % — вихідців з тихоокеанських островів - 0,2 % — азіатів - 1,2 % — осіб інших рас |

До двох чи більше рас належало 4,1 %. Частка іспаномовних становила 1,7 % від усіх жителів.
За віковим діапазоном населення розподілялося таким чином: 23,9 % — особи молодші 18 років, 59,7 % — особи у віці 18—64 років, 16,4 % — особи у віці 65 років та старші. Медіана віку мешканця становила 40,5 року. На 100 осіб жіночої статі у місті припадало 95,9 чоловіків;  на 100 жінок у віці від 18 років та старших — 91,8 чоловіків також старших 18 років.
Середній дохід на одне домашнє господарство  становив 36 656 доларів США (медіана — 28 571), а середній дохід на одну сім'ю — 40 516 доларів (медіана — 31 875). За межею бідності перебувало 34,7 % осіб, у тому числі 60,7 % дітей у віці до 18 років та 20,6 % осіб у віці 65 років та старших.
Цивільне працевлаштоване населення становило 766 осіб. Основні галузі зайнятості: освіта, охорона здоров'я та соціальна допомога — 31,7 %, виробництво — 26,5 %, роздрібна торгівля — 9,1 %, мистецтво, розваги та відпочинок — 8,9 %.